# 瑟巴斯提昂·費策克
瑟巴斯提昂·費策克（德語：Sebastian David Fitzek，1971年10月13日—）是一位德國小說作家，同時亦是一位電台制作人。費策克2006年推出其處女作《治療》，翌年則獲提名葛勞塞獎處女作家獎，而2008年的小說《小孩》亦得到發行商的青睞，被改編成電影於2012年上映。

## 資料
- Fitzek offiziell bei Twitter （页面存档备份，存于）
- 瑟巴斯提昂·費策克在互联网电影资料库（IMDb）上的資料（英文）
- Interview mit Sebastian Fitzek auf Literatur-Community
- Interview mit Sebastian Fitzek auf Literatina.de[永久]
- Interview mit Sebastian Fitzek bei Sprechplanet.de
- Portrait mit Interview （页面存档备份，存于） auf booksection.de (2010)